# Baños de Boza
Baños de Boza es un complejo arqueológico pre inca situado en la parte baja valle de Chancay, en el distrito de Aucallama, provincia de Huaral, departamento de Lima, en Perú. Se encuentra cerca del área del Complejo arqueológico Cerro Trinidad.

## Época
Este complejo arquitectónico data del Intermedio Temprano (siglo III a. C. al VII d. C.). Coexistió con la Cultura Lima, aunque no se han hallado indicios de la influencia cultural de esta cultura o bien son muy escasos como para resaltarlos.

## Descripción
El complejo se halla situado en medio de un terreno fértil, dedicado a la agricultura y la ganadería. Es una zona  que presenta también lagunas y pantanos, donde crecen juncos, cañas y totoras, materiales que desde época ancestral han sido utilizados en la construcción de viviendas, utensilios, etc. En las lagunas prolifera el carbonato y bicarbonato de sodio, el cual permite el desarrollo de las algas Arthrospira platensis, mas no la vida de peces y moluscos. Dichos organismos comestibles eran explotados en la época prehispánica y los inicios de la colonia por las poblaciones aledañas. Buena parte de la flora y fauna del lugar sin embargo ha desaparecido al ser ganadas las tierras para el cultivo.
El nombre de “Baños” que se da al lugar deriva al uso profiláctico que se daban a las aguas salitrosas que afloran a la superficie, a las cuales se les atribuye propiedades medicinales. Dicha salitrosidad del terreno ha impedido la conservación de construcciones, a no ser que estas hayan sido elevadas sobre montículos. En uno de esas elevaciones se encuentran los restos de Baños de Boza.
Una de sus características arquitectónicas es la presencia de adobes plano convexos hechos a mano. Los muros están construidos mediante dos caras de adobes y un relleno intermedio compuesto de barro suelto y adobes fragmentados. También se utiliza la piedra pero su uso se limita a cimientos y en algunos muros bajos en los niveles superiores. Todos los muros se asientan directamente sobre pisos de barro, sin penetrar en ellos. Estos pisos, a su vez, para lograr la estabilidad necesaria, se sustentan en rellenos de barro suelto mezclados con fragmentos de adobes y piedras. Todo el edificio ha sido construido sobre una elevación natural, previamente aplanada.
En Baños de Boza se definen hasta seis fases constructivas separadas claramente por pisos de barro.
Las tres primeras fases muestran algunas características en común, como pisos delgados sobre rellenos de barro sueltos y muros bajos de manufactura tosca. Esta arquitectura se asocia a capas de material orgánico y ceniza con abundante material cultural, depositada directamente sobre los pisos y entre los muros, lo cual evidencia una actividad doméstica intensa.
A partir de la fase 4 se inicia la tradición de construir cuartos de relleno para la conformación de plataformas mediante muros altos. Resulta interesante, además, la presencia de una serie de cuatro muros incompletos adosados de este a oeste, que muestran caras internas finamente enlucidas. Otro componente importante se ubica al sur; es una pequeña habitación de muros enlucidos que correspondía a un depósito, por la presencia de un alto volumen de mazorcas de maíz. Desde esta fase disminuyen los materiales culturales pues los constructores tienden a limpiar los rellenos.
Posteriormente, la fase 5 también se define en el área sur. La última etapa constructiva, en la cima del sitio, consiste en un gran recinto cuadrangular y rodeando un piso pintado de amarillo Esto se complementa con una serie de recintos pequeños en el flanco norte.

## Excavaciones y estudios
El arqueólogo Gordon R. Willey realizó excavaciones en Baños de Boza donde encontró también restos cerámicos de estilo “Blanco sobre Rojo”, similares a los hallados en Cerro Trinidad, situado también en el valle bajo de Chancay. Los estudios que realizó  Willey y que dio a conocer en un informe en  1943 demostraron que el estilo “Blanco sobre Rojo” era más antiguo que el llamado “estilo interlocking”, este llamado después “estilo Playa Grande” y que ha dado su nombre a la primera etapa de la Cultura Lima. 
Otra modalidad del estilo “Blanco sobre Rojo” fue hallada en Miramar, cerca de Ancón, por lo que se conoce también como “estilo Miramar”. Para el estilo del valle de Chancay el arqueólogo Thomas Patterson reservó el nombre de Baños de Boza, distinguida en tres fases: 
- Baños de Boza;
- Lumbra, y
- Tricolor.

Para Ancón lo dividió en cuatro fases: 
- Base Aérea;
- Polvorín;
- Urbanización, y
- Tricolor.

El “estilo Blanco sobre Rojo” en su modalidad “Baños de Boza” se subdivide a la vez en cuatro fases de desarrollo. Su característica común es ser una cerámica sencilla, de aspecto burdo, con decoración sencilla. Su nombre describe su decoración, pintada en blanco sobre el fondo rojo natural de la vasija. O bien se aplicaba una pintura blanca de base sobre la que se decoraba con trazos negros y rojos, dándole un aspecto tricolor (en este caso la denominación correcta sería “Rojo sobre Blanco”). Los diseños decorativos son simples y geométricos. Las formas más comunes son las ollas casi globulares con cuello corto, platos, cuencos, pequeños cántaros, etc. También hay  escasos ejemplares de la vasija “mamiforme”. 
Este estilo se impuso en la cerámica de los alfareros de todas las comunidades aldeanas de la costa central de Lima (valles de Chancay, Ancón [valle seco], Chillón, Rímac y Lurín), tras el cese de la influencia de la cerámica de estilo Chavín (siglo III a. C.). No existe sin embargo indicios de una continuidad coherente entre el chavinoide decadente y el nuevo estilo emergente, discontinuidad que es extensiva inclusive a los patrones de poblamiento, tipo de arquitectura y culto.
No se han encontrado en Baños de Boza rastros de alfarería estilo Lima (interlocking y Maranga), pese a que el lugar estuvo ocupado durante la época de desarrollo de dicha cultura. Ello puede deberse a que el sitio mantuvo autonomía estilística y política, aun durante la ocupación Lima en el valle. Es posible que los señores de Lima hayan “respetado” el área de Baños de Boza, considerando su función como sitio ceremonial y buscando otras zonas del valle para asentarse.

## Patrimonio Cultural de la Nación
Por Resolución Directoral Nacional Nº 417 / INC del 30 de marzo de 2005 el complejo arqueológico Baños de Boza fue declarado como Patrimonio Cultural de la Nación. Sin embargo, a diferencia de otros grandes complejos arqueológicos de la Cultura Lima, ha sido el menos estudiado.